# Тодор Розев
Тодор Николов Розев е български летец-изтребител, участник в отбраната на София по време на бомбардировките през Втората световна война.

## Биография
Роден е на 1 април 1920 г. в София. След завършване на средното си образование следва Славянска филология. През 1940 г. напуска университета и постъпва в Школата за запасни офицери-летци в Казанлък. Първенец на випуска за 1942 г. Разпределен е да служи на летище Божурище.
През 1943 г. продължава подготовката си в Изтребителната школа в Долна Митрополия за подготовка като летец-изтребител. Включен е в състава на 4/6 изтребителен орляк в Карлово, лети на самолет Девоатин D.520. На 10 януари 1944 г. изпълнява първия си боен полет.
Преминава подготовка на самолет Месершмит 109Г и е включен в състава на 3/6 изтребителен орляк, базиран на летище Божурище. На 11 юни във въздушен бой със самолет „Месершмит“ Ме-109Г6 сваля 4-моторен бомбардировач „Либърейтър“ Б-24. В поредната битка на 24 юни 1944 г., обстрелва до пълното ѝ унищожаване чрез последвал взрив, крепост „Мартин“ Б-26 „Мародер“. След взрива на вражеския бомбардировач, машината на Розев е простреляна от многократно превъзхождащия противник. Самолетът му се взривява, а той успява да отвори спасителния парашут и благополучно се приземява. Участва активно във втората фаза на войната срещу хитлеристка Германия. В периода 1943 – 1944 г. поручик Тодор Розев изпълнява 30 бойни полета и участва в 14 въздушни боя. Отличен е с орден „За храброст“.
След края на войната продължава службата си във военновъздушните сили на България. Усвоява съветския изтребител Як-9 и става пилот инструктор. В учебен полет при полет в група самолетът му е повреден и Тодор Розев за втори път прибягва до парашута, за да се спаси.
През 1956 г. е уволнен със звание полковник. След напускане на армията работи в Държавната въздухоплавателна инспекция към Министерството на транспорта.
Автор е на книгата „Спомени на летеца“ (1957) г. – първата книга за воденето на въздушната война след 1944 г. Тя е преиздавана с подобрения през 1994 и 2018 г.
Умира на 7 октомври 1990 г. в София.

## Откриването на самолета на Тодор Розев
На 8 май 2018 г. е съобщено че край село Марица е открит самолет от времето на Втората световна война. По-късно е доказано, че самолета е бил пилотиран от Тодор Розев. Подпоручик Розев се спасява с парашут. На 24 юни 1944 г. (по-малко от месец след доставянето на изтребителя във ВНВВ), той е свален след въздушен бой с изтребители P-38 Lightning от състава на 82-ра изтребителна група на ВВС на САЩ.
Останките са открити случайно на дълбочина от около 3 – 4 метра от багерист, който е правел дренажен басейн, в местност засадена с ягодови храсти.
Двигателят Daimler-Benz DB 605A-1 е изваден на 14 май 2018 г. Той е 12-цилиндров обърнат V-образен бутален двигател с мощност от 1455 к. с. и работен обем от 35,7 l. Масата на двигателя е около 750 kg.
Открити са и множество части, сред които: главината на винта на изтребителя, цевта на 20-mm автоматично оръдие MG 151/20, както и близо 150 броя патрони калибър 13х64 mm от авиационна картечница MG 131 от два типа – осколочно запалителен трасиращ и бронебойно трасиращ. Цевта е със запазени нарези. Открити са 2 гилзи от снаряди 20х82 mm от боекомплекта на авиационното оръдие MG 151/20 с видими следи от взривяване вътре в корпуса на самолета носител вследствие на възникнал пожар. Открити са и голям брой по-малки метални останки, окабеляване, части от маслените радиатори, парчета плексиглас от остъклението на пилотската кабина и други. Има и стопени алуминиеви елементи, което говори за пожар след падането.